# Al forno

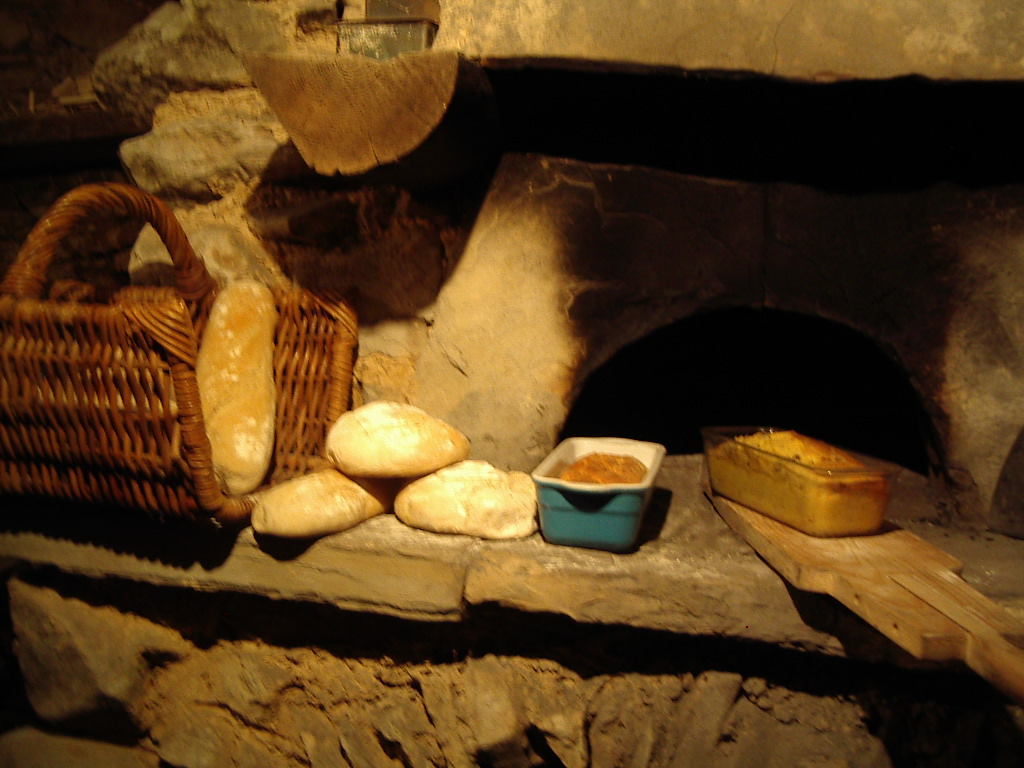
Un horno.

Al forno en italiano describe que un alimento ha sido puesto al horno. Ejemplos de esto son la pizza y alguna pasta. Uno de los platos de pasta más comunes al horno es la lasagna. La denominación al forno se suele emplear en los restaurantes italianos. 